# 达达拜·瑙罗吉
达达拜·瑙罗吉（羅馬化：dada bhai nauroji；1825年9月4日—1917年6月30日），印度教育家、政治家、企业家、经济学家、国大党奠基人之一。
1825年出身于孟买的一个祆教富商家庭。曾任巴罗达土邦首相。是印度学派经济学创始人，曾任埃尔劳斯通学院数学教授。1852年创立孟买协会，办《真理之声》杂志。1855年移居伦敦，任孟买贸易公司驻伦敦代表。后建立伦敦印度协会，宣扬改良运动。1866年在英创建东印度协会，据其“经济榨取”理论，揭露殖民剥削的恶果。但主张非暴力主义，反对农民斗争，力图普及欧式教育，奖励民族工业，寻求社会改良，在英帝国范围内实行目治。1901年出版的《印度的贫困和非英国式统治》，引发了世界对英国掠夺印度财富的关注。1892年至1895年当英国下议院议员，是担任该职位的首位亚洲人。瑙罗吉主持1906年国大党年会，宣布了印度自治的主张。参与组建国民大会党，三任主席，被称为“国民大会党之父”。后长期居留英国。